# Trương Vĩnh Tống
Trương Vĩnh Tống (11 tháng 3 năm 1884 – 21 tháng 8 năm 1974) là cựu giáo sư và chính khách người Việt Nam. Ông từng giữ chức Tổng trưởng Ngoại giao Quốc gia Việt Nam dưới thời Thủ tướng Nguyễn Văn Tâm. Ông là con út của học giả Trương Vĩnh Ký.

## Tiểu sử
Ông sinh ngày 11 tháng 3 năm 1884 ở Chợ Lớn, trong một gia đình trí thức Công giáo người Việt Nam. Tên thánh của ông là Nicolas. Cha ông là Trương Vĩnh Ký, một học giả nổi tiếng người Việt. Thuở nhỏ ông học ở Sài Gòn, sau khi học xong năm 1903 thì vào làm thư ký cho chính phủ Nam Kỳ. Năm 1928, ông buộc phải nghỉ hưu. Sau đó, ông trở thành giáo sư và chuyên tâm nghiên cứu và giảng dạy tiếng Việt. Năm 1947, ông tham gia cuộc họp gồm nhiều nhân vật thuộc các nhóm và phe phái chống cộng ở Việt Nam tại Hồng Kông do cựu hoàng Bảo Đại tổ chức. Cuộc họp thảo luận về tương lai chính trị của Việt Nam. Năm 1952, ông được mời giữ chức Tổng trưởng Ngoại giao Quốc gia Việt Nam dưới quyền Thủ tướng Nguyễn Văn Tâm. Ông cũng từng là cố vấn cốt lõi cho Bộ Giáo dục. Vợ ông là Trần Thị Lộ, cựu Chủ tịch Hội Dục Anh ở Sài Gòn về nuôi dạy trẻ mồ côi.

### Cuộc sống ở Pháp
Đầu những năm 1960, Trương Vĩnh Tống cùng gia đình di cư sang Pháp và sống ở đó cho đến cuối đời. Vợ ông Trần Thị Lộ qua đời ngày 20 tháng 4 năm 1967. Ông qua đời ngày 21 tháng 8 năm 1974 ở Paris, Pháp, hưởng thọ 90 tuổi.

## Tác phẩm
- Grammaire de la langue Annamite[6][7]
- Cours d'Annamite[7]
- Đạo Lý Người Xưa[8]
- Chuyến Đi Bắc Kỳ Năm Ất Hợi [9]